# Rutland Plumcot
Rutland Plumcot es una variedad cultivar de ciruelo (Prunus salicina), de las denominadas ciruelas japonesas (aunque las ciruelas japonesas en realidad se originaron en China, fueron llevadas a los EE. UU. a través de Japón en el siglo XIX).
Una variedad que crio y desarrolló a finales del siglo XIX Luther Burbank en Santa Rosa (California), siendo un híbrido resultado del cruce de Prunus salicina X Prunus armeniaca (albaricoque). 
Las frutas tienen una pulpa de color rojo intenso, con textura bastante firme y dulce, sabor enérgico subácido, muy bueno. Tolera las zonas de rusticidad según el departamento USDA, de nivel 5 a 9.

## Historia
'Rutland Plumcot' variedad de ciruela, de las denominadas ciruelas japonesas con base de Prunus salicina, que fue desarrollada y cultivada por primera vez en el jardín del famoso horticultor Luther Burbank en Santa Rosa (California) mediante una hibridación de Prunus salicina como Parental-Madre x polen de  Prunus armeniaca (albaricoque) como Parental-Padre. Burbank realizaba investigaciones en su jardín personal y era considerado un artista del fitomejoramiento, que intentaba muchos cruces diferentes mientras registraba poca información sobre cada experimento.
'Rutland Plumcot' se desarrollaron a finales del siglo XIX en Santa Rosa, una ciudad en el condado de Sonoma en el norte de California. Una de las novedades interesantes de la crianza de ciruelos es el "Plum-cot" cultivado por Luther Burbank x a partir de un cruce entre ciruelo y albaricoque. De un gran número de plántulas extremadamente variables de este cruce, Burbank seleccionó esta, la 'Rutland Plumcot', llamada así en honor a un admirador australiano de la fruta. Fue comercializado por el viverista Fancher de "Creek Nursery" entre 1906 y 1907. La "American Pomological Society" agregó 'Rutland Plumcot' a su catálogo de frutas en 1901.
'Rutland Plumcot' se encuentra en el catálogo de las ciruelas cultivadas en el banco de germoplasma de cultivos vivos, de National Fruit Collection (Colección Nacional de Fruta) de Reino Unido con el número de accesión: 1955-083 y Nombre Accesión : Rutland Plumcot. Fue incorporado al "National Fruit Trials" (Probatorio Nacional de Frutas) en 1955 procedente de la "Station de Recherches", Gante, Bélgica.

## Características
'Rutland Plumcot' árbol grande, vigoroso, extendido, abierto, no es pesado; ramas espinosas; ramillas más bien delgadas, con entrenudos cortos, de color rojo opaco que tiene un tiempo de floración que comienza a partir del 17 de abril con el 10% de floración, para el 24 de abril tiene una floración completa (80%), y para el 4 de mayo tiene un 90% de caída de pétalos.
'Rutland Plumcot' tiene una talla de fruto de medio a grande, de forma ovalada, ligeramente asimétrica (aunque los frutos varían desde el tamaño de un melocotón mediano hasta el tamaño de ciruelas claudias, aunque las diversas son de todos los tamaños, formas, sabores, colores, tiempos de maduración); epidermis tiene una piel vellosa como un albaricoque, de color púrpura, con sutura y cavidad profundas;pulpa de color rojo intenso, con textura bastante firme y dulce, sabor enérgico subácido, muy bueno.
Hueso muy grande, ancha ovalada.
Su tiempo de recogida de cosecha se inicia en su maduración a finales de agosto. Las ciruelas 'Rutland Plumcot' son blandas cuando están maduras y pueden magullarse fácilmente.

## Usos
Las ciruelas 'Rutland Plumcot' son buenas en fresco para comer directamente del árbol, calidad de primera.